# Église Saint-Roch de Venise
L'église Saint-Roch (en italien Chiesa di San Rocco) est un édifice religieux catholique de la fin du XVe siècle situé dans le quartier San Polo de Venise en Italie.

## Historique

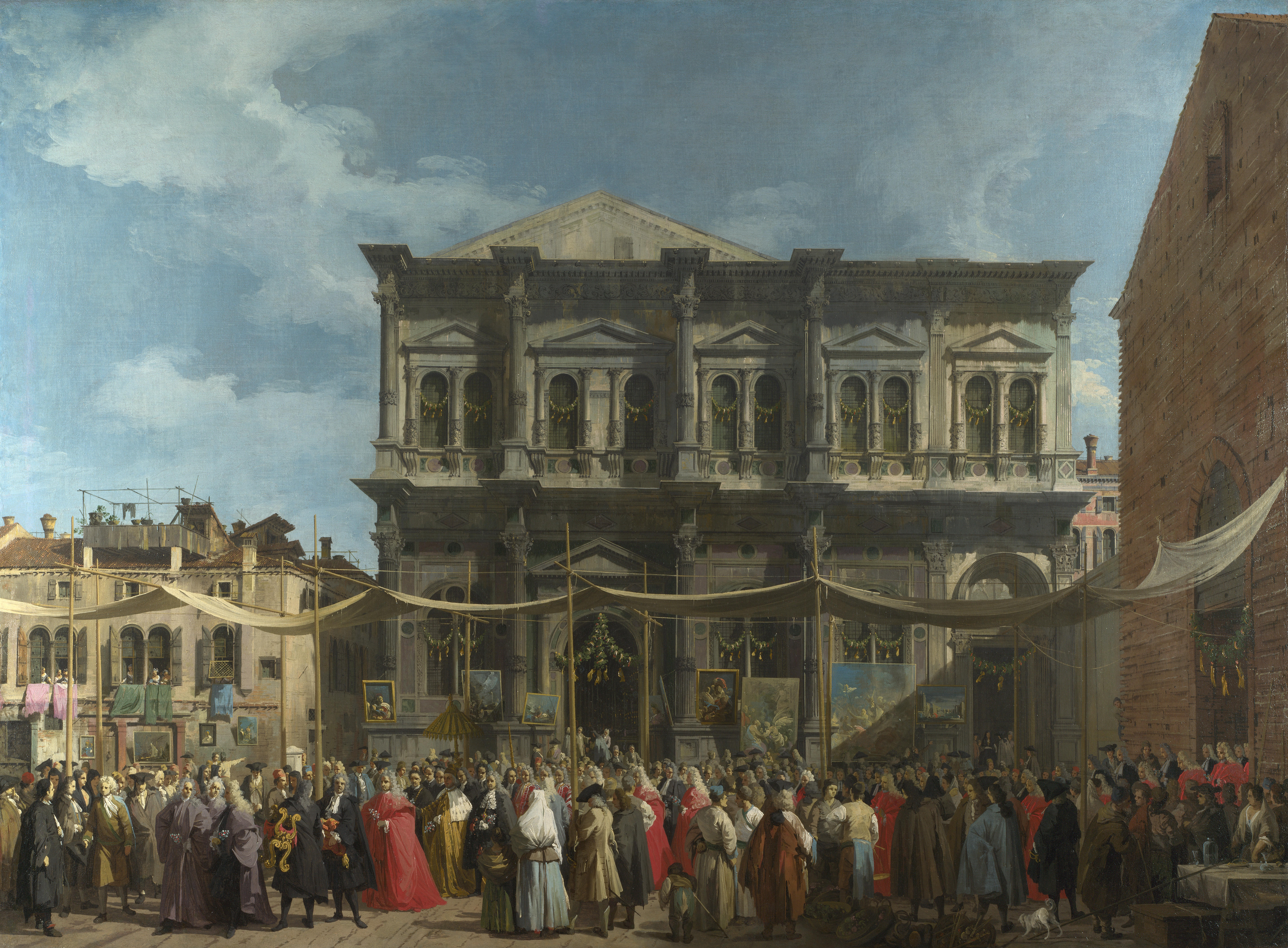
Fête de la Saint-Roch
Canaletto, vers 1735
National Gallery

Le couvent et l'église ont été construits en 1488 sur la zone couverte par un oratoire de la confrérie de Saint-Roch, dédié à Sainte Suzanne. Le premier architecte semble avoir été Pietro Bon. La construction de la coupole n'a pas eu lieu avant 1507. En 1726, l'église a été entièrement rénovée par Giovanni Antonio Scalfarotto, qui a conservé la vieille abside et le dôme.
Le 16 août, à Venise, la fête de Saint Roch commémore la fin de la terrible peste de 1576 (mort du Titien). Ce jour-là, les Doges entendaient la messe à San Rocco, où Saint Roch a été enterré, pour célébrer son intercession en vue de mettre fin à la peste. Une peinture de Canaletto réalisée vers 1735, montre la grande procession de dignitaires et d'ambassadeurs d'État sortant de l'église. Le Doge porte un parasol et porte des robes de cérémonie en or et hermine. Les auvents protègent du soleil.
Entre 1765 et 1771 Bernardino Maccaruzzi a  complètement reconstruit la façade sur un modèle similaire à la façade Scuola Grande qui la jouxte. Un grand portail flanqué de statues de Giovanni Marchiori a été ajouté et la rosace de Bon a été déplacée sur le côté de l'église, près de la porte latérale d'origine.
L'église fut dédiée aux saints Roch et Marguerite en mémoire de la fraternité et du couvent de Santa Margherita di Torcello, d'où devaient venir les Cisterciens attendus ici, mais qui ne sont jamais venus ayant été en mesure de restaurer leur propre monastère après un affaissement.
À leur place furent introduits des moines de la Règle de saint Augustin.
La communauté fut supprimée le 23 juin 1806 et l'église a été fermée.

## Extérieur
La façade est ornée de statues de Giovanni Marchiori. du côté gauche Gérard de Csanád (Gerardo Sagredo) et Gregorio Barbarigo; du côté droit, Lorenzo Giustiniani et Pietro Orseolo. Au centre au dessus de la porte d'entrée : San Rocco guérit les victimes de la peste par Giovanni Maria Morlaiter.

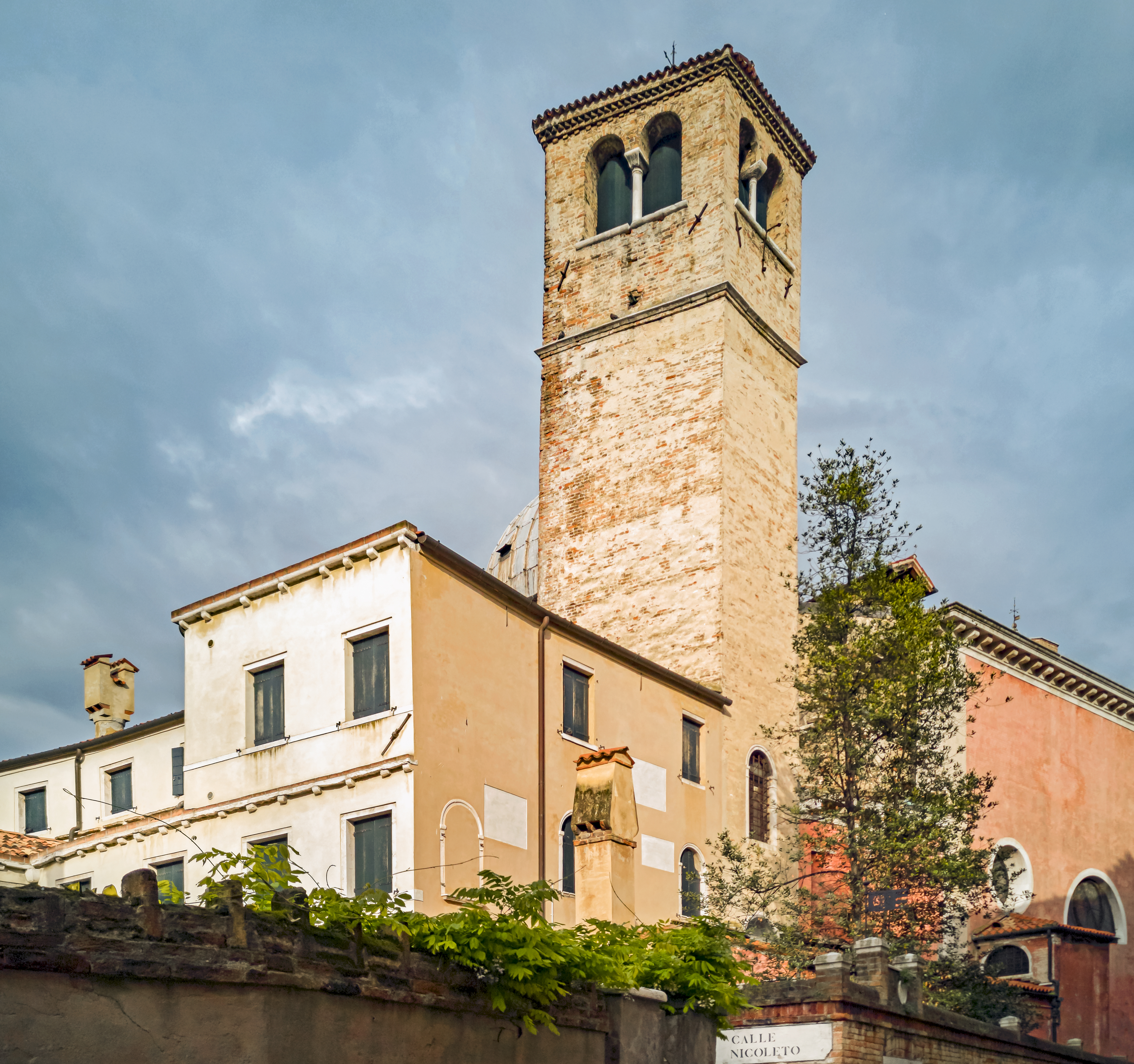
Le campanile
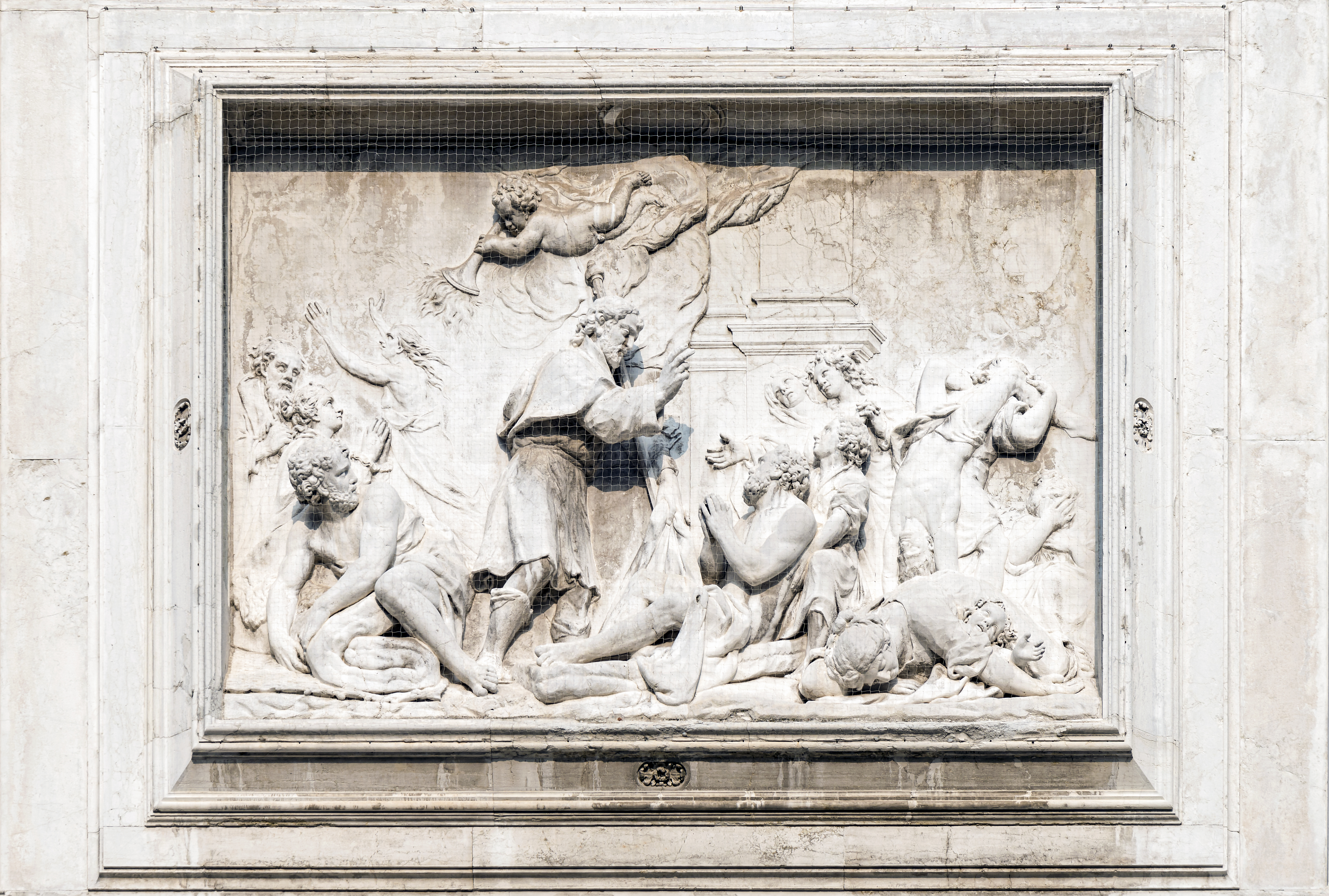
San Rocco guérit les victimes de la peste par Giovanni Maria Morlaiter.
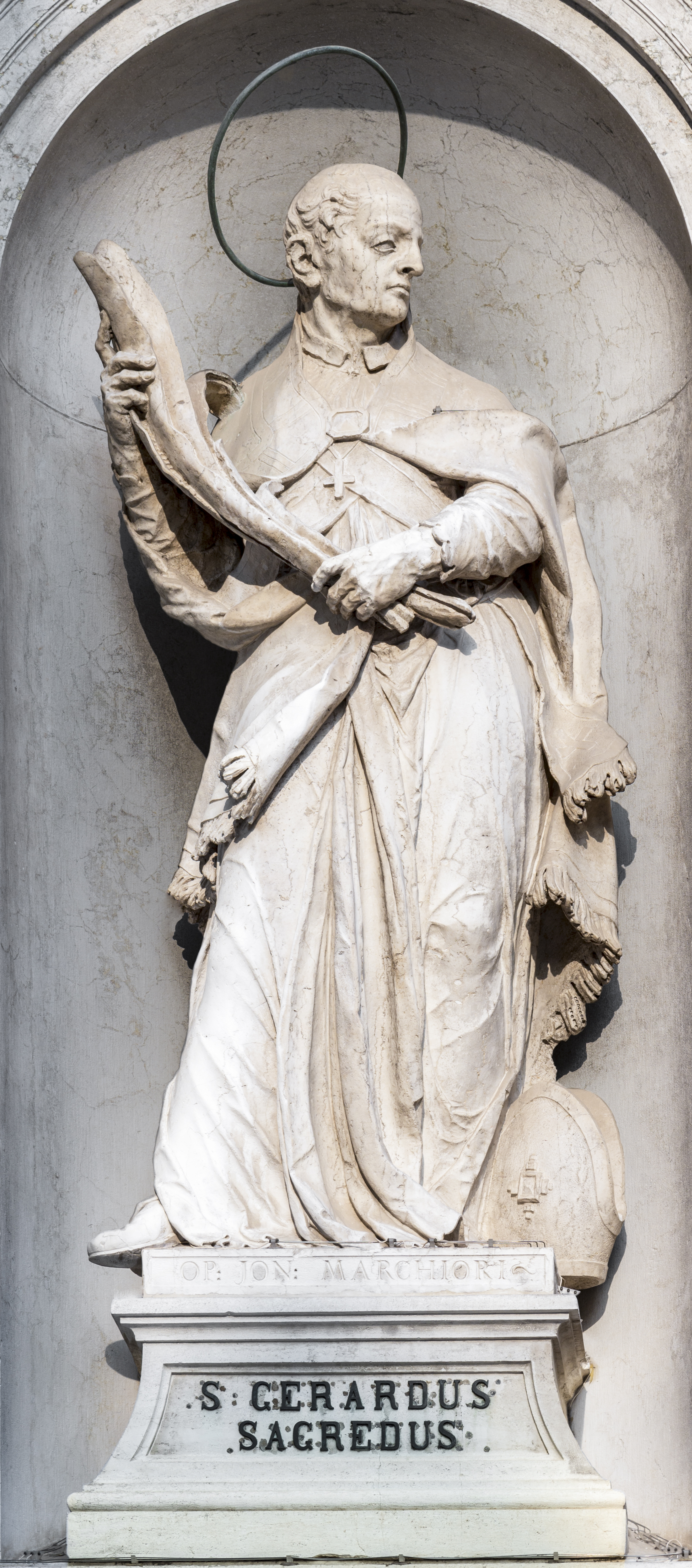
Saint Gerardo Sagredo
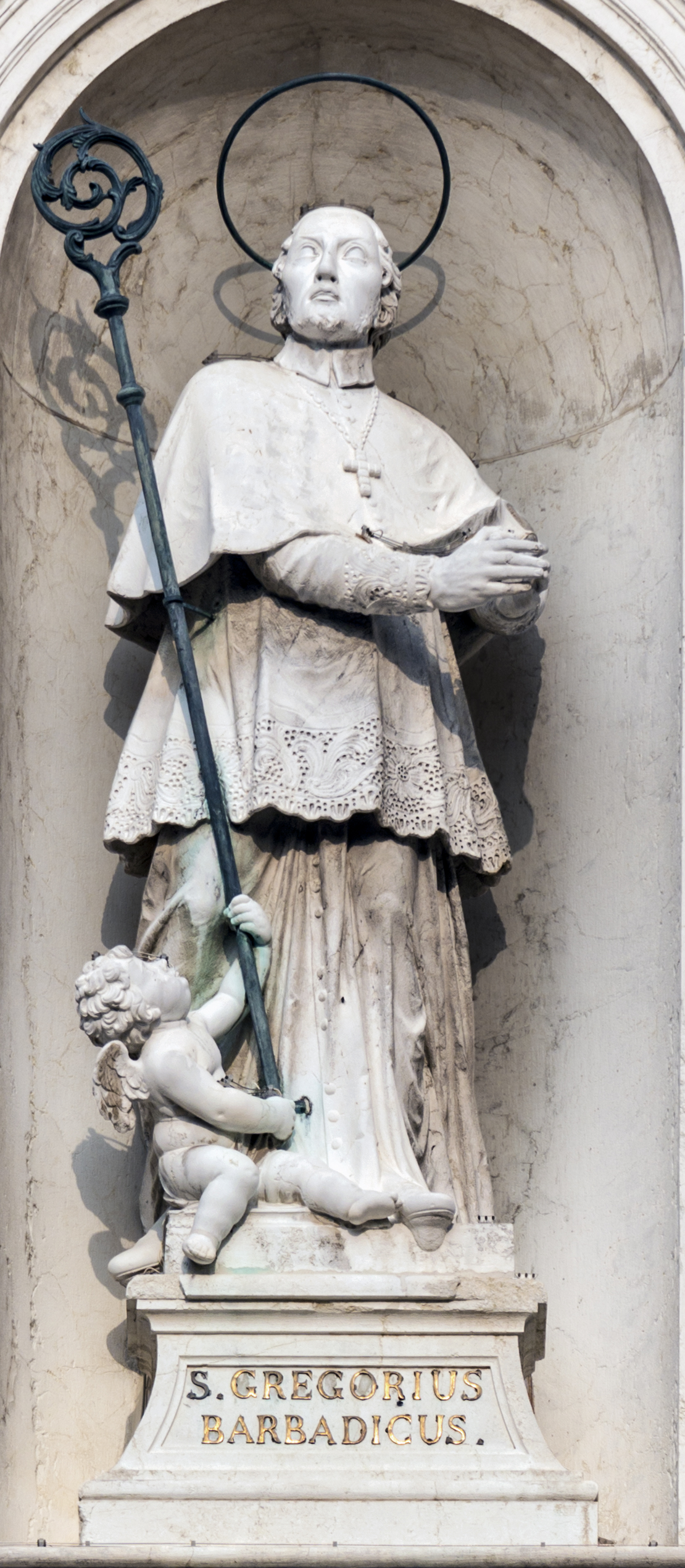
Saint Gregorio Barbarigo
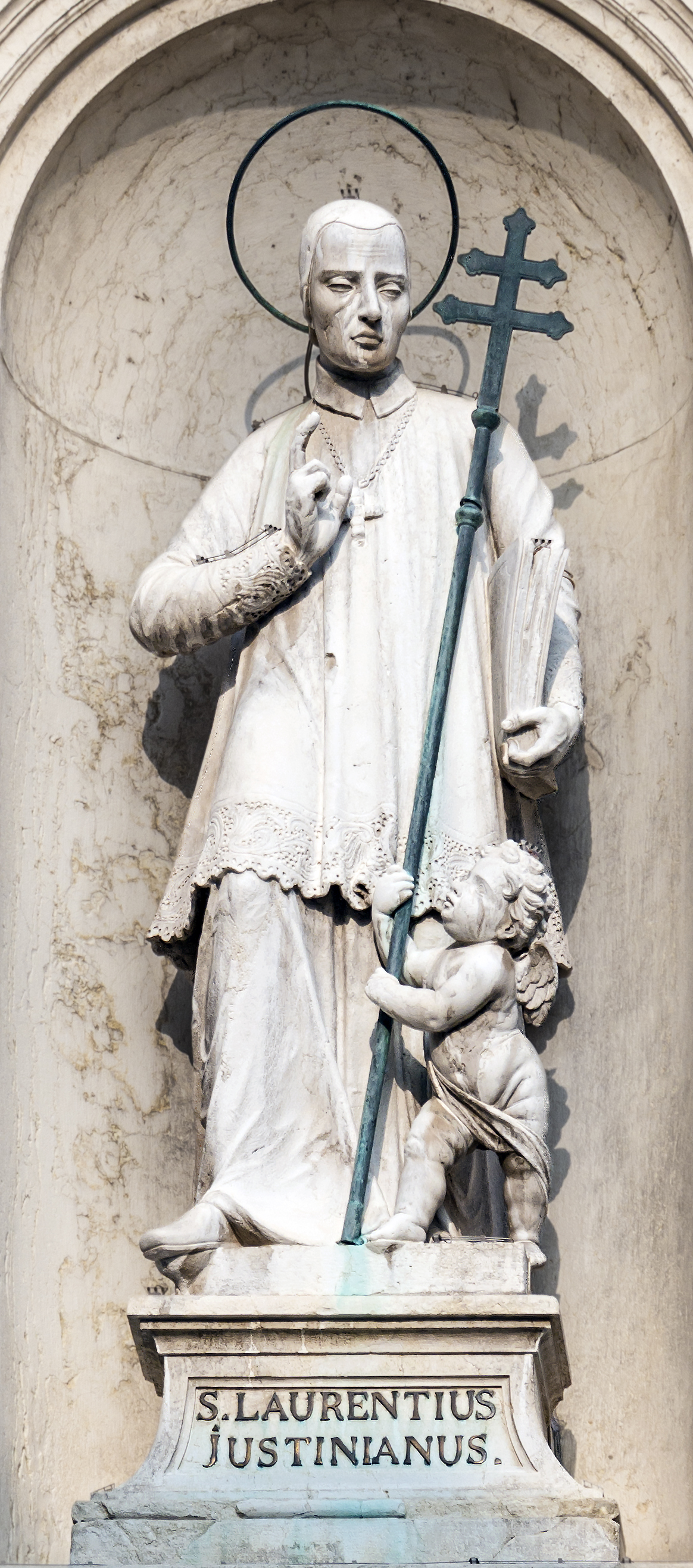
Saint Lorenzo Giustiniani
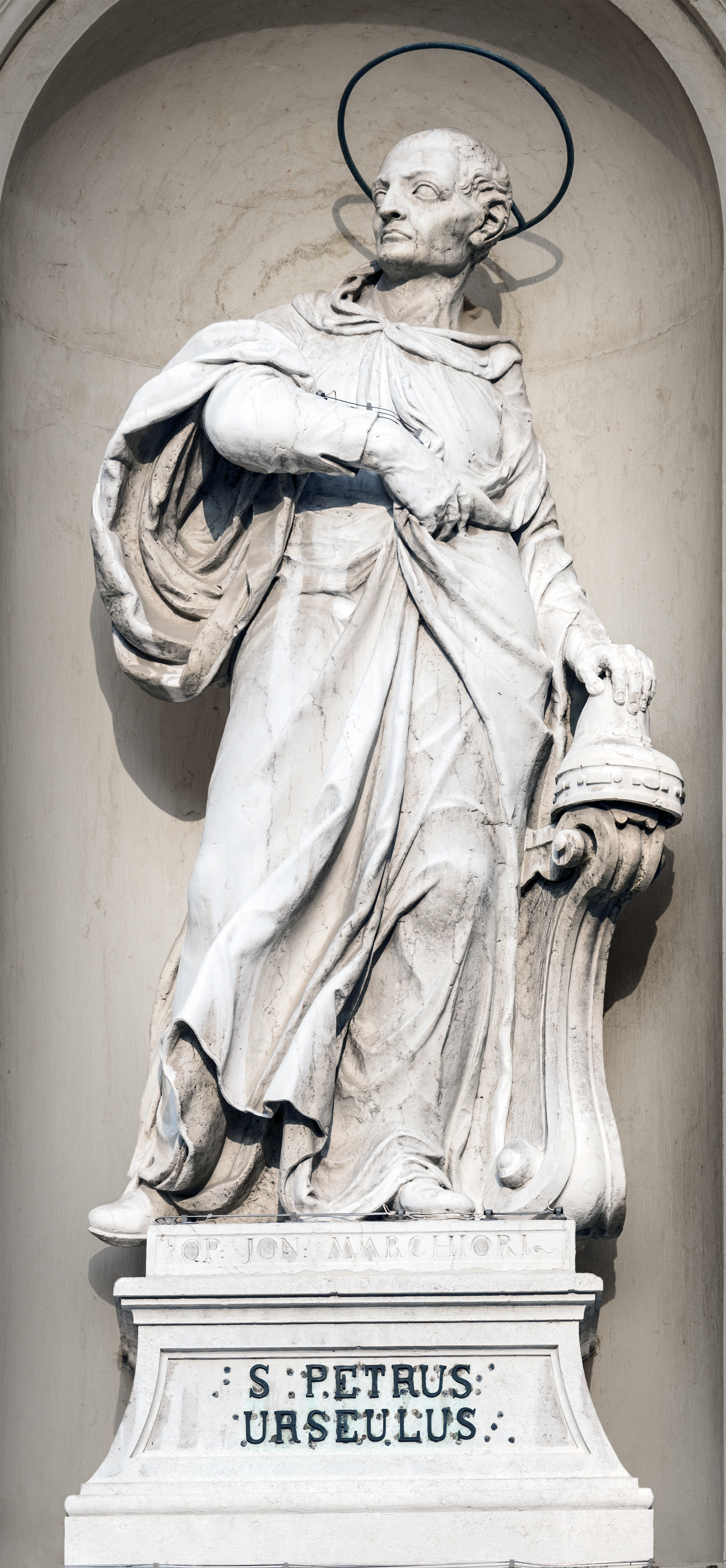
Saint Pietro Orseolo

## Intérieur

### Le plafond
Il est occupé par une fresque de Giovanni Antonio Fumianidi qui représente saint Roch faisant l'aumône aux pauvres avant d'entreprendre le pèlerinage à Rome, dans une composition dramatique de style entièrement baroque: le saint apparaît en haut d'un escalier en forte perspective, bondés d'hommes, de femmes, et d'enfants, tous en attente de bénéficier de sa générosité.

### La contre-façade
Statues de David et Saint Cécile (1743) par Giovanni Marchiori ;
L'orgue de 1742 est due à Pietro Nachini, rénové en 1768 par Gaetano Callido, le chœur est décoré avec des statues en bois de Giovanni Marchiori.

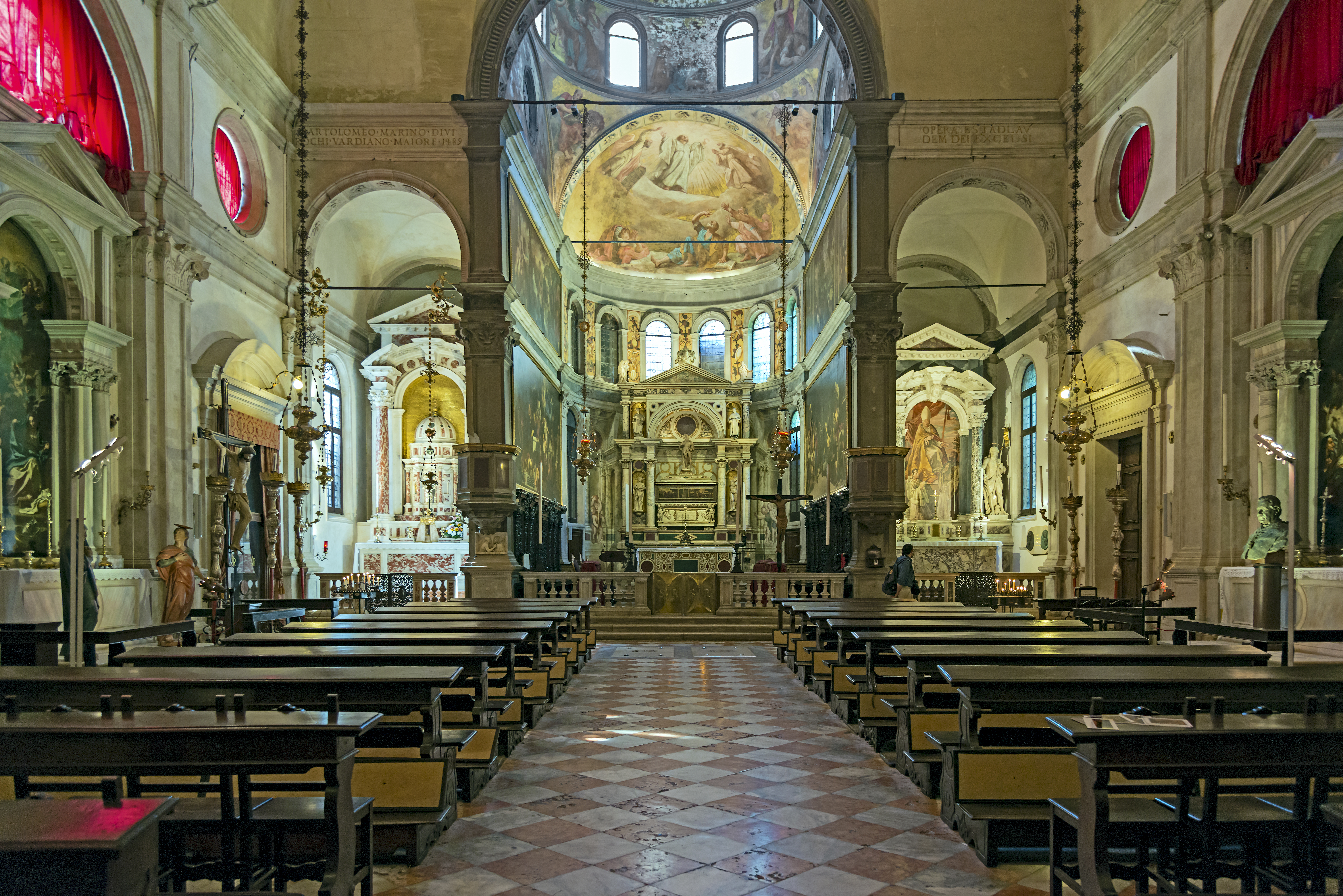
Vue de l'intérieur de l'église
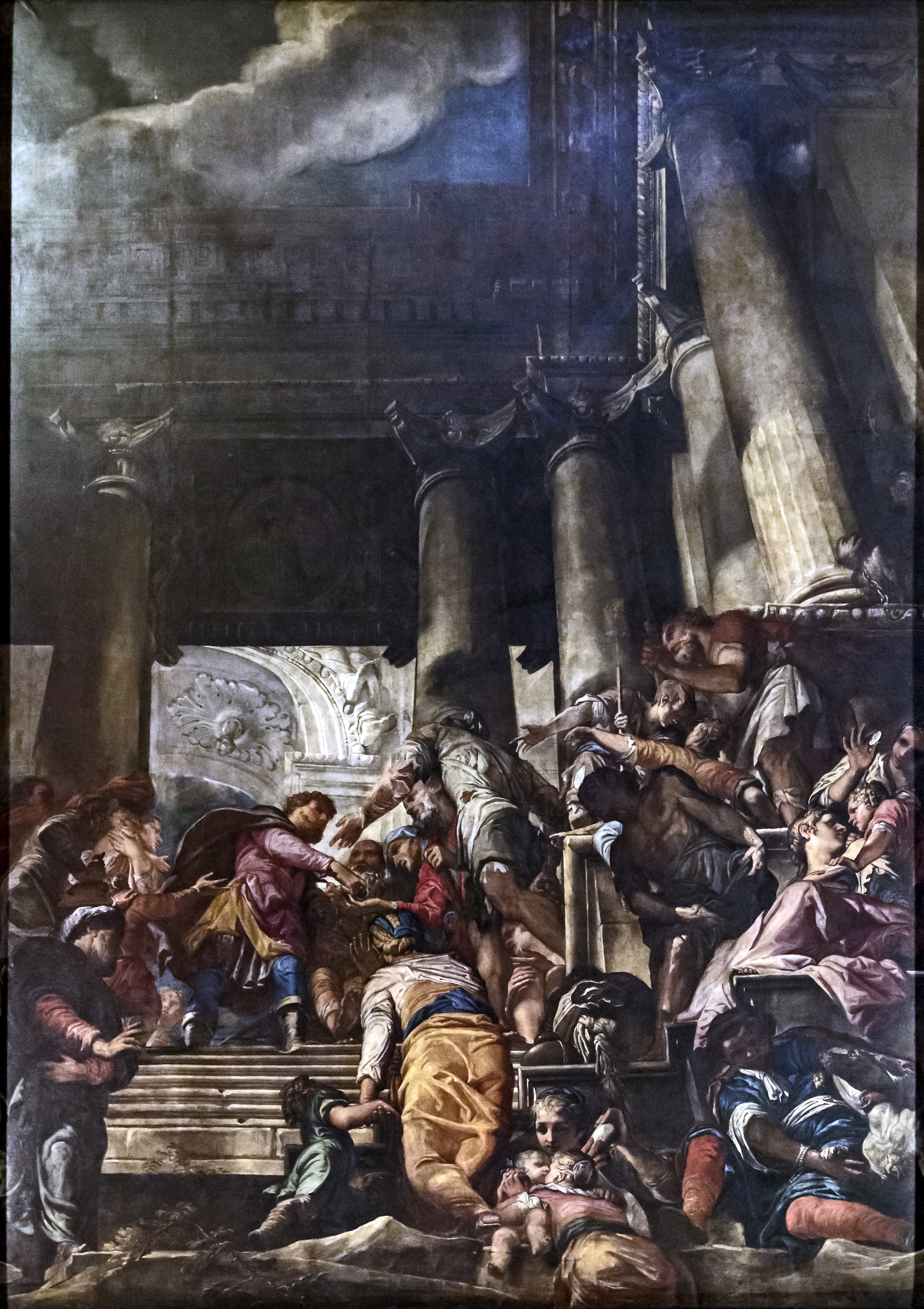
Le plafond de la nef
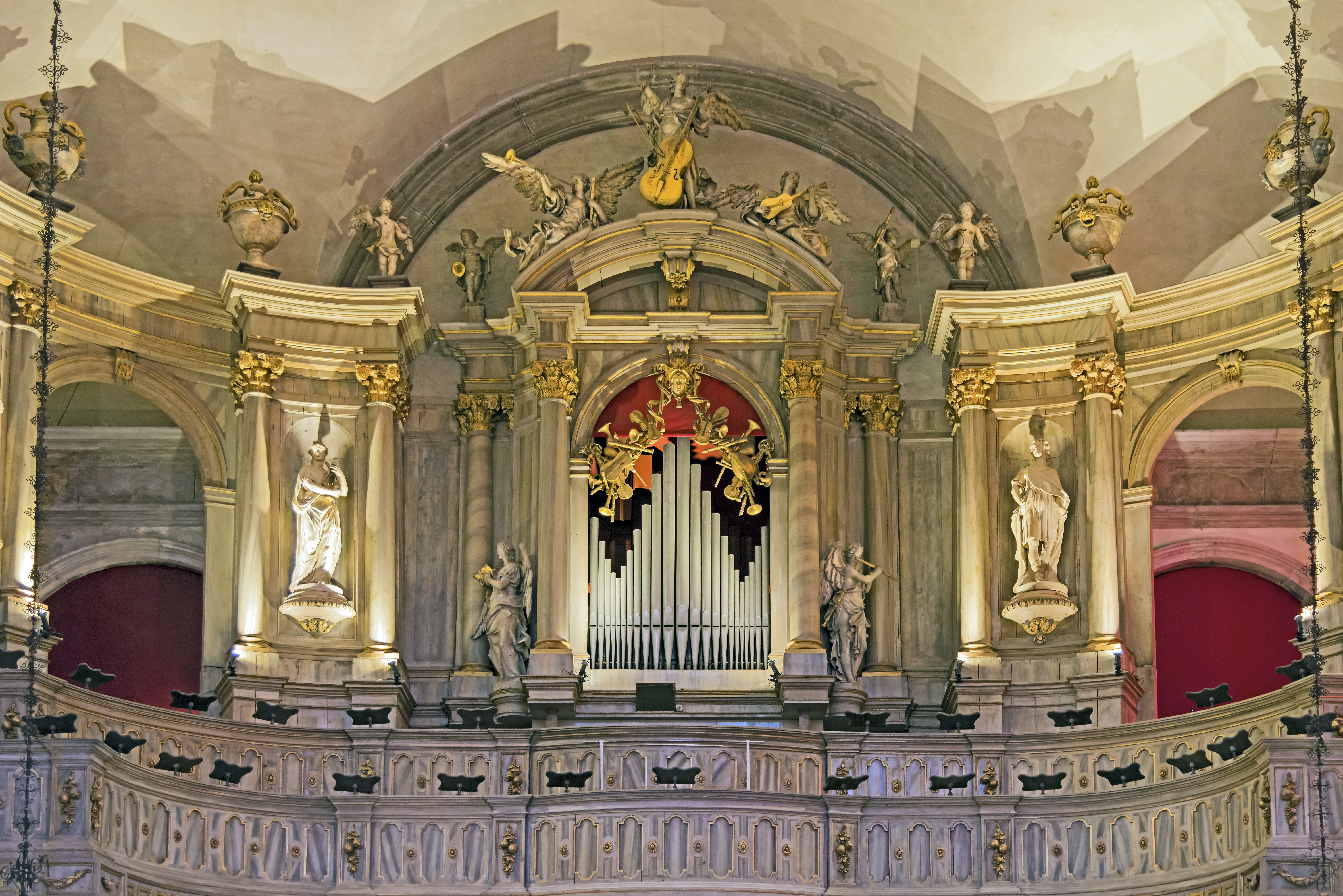
L'orgue de Pietro Nachini,rénové par Gaetano Callido
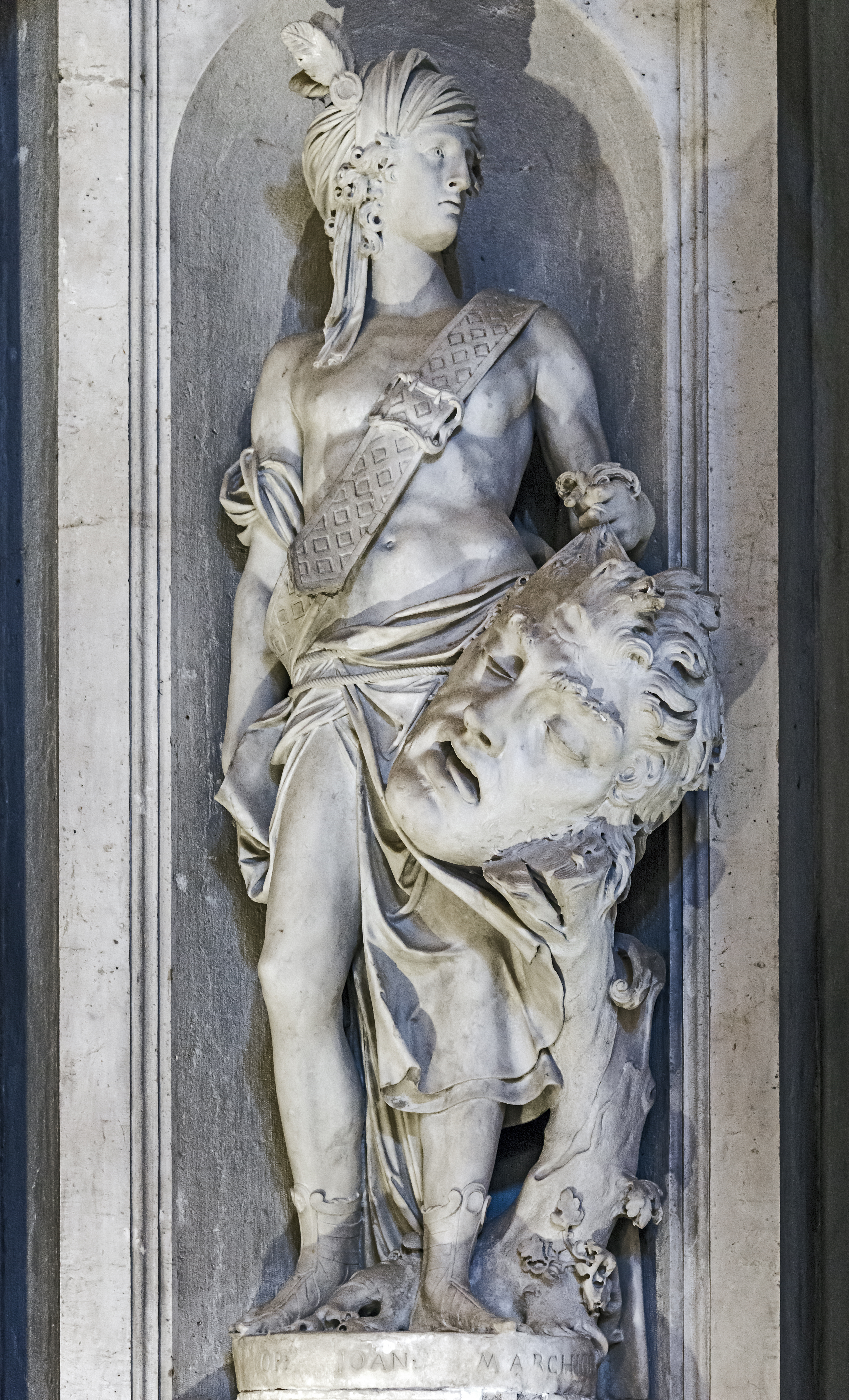
"David" par Giovanni Marchiori
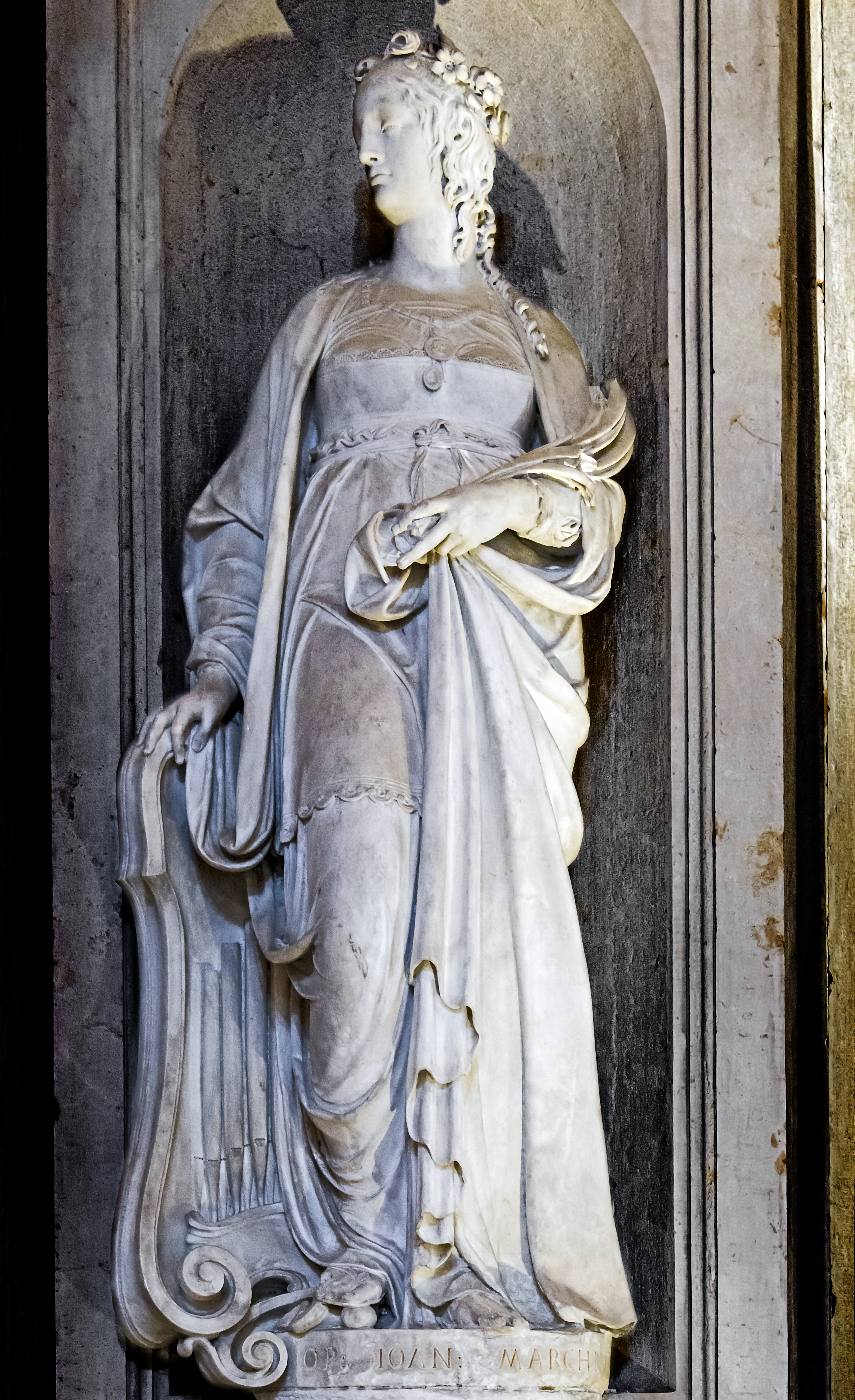
"Ste Cécile" par Giovanni Marchiori

### Côté droit
Huile sur toile du retable du premier autel
- Saint François de Paule ressuscitant un enfant mort de Sebastiano Ricci 1733 ;
- Saint Roch capturé à la bataille de Montpellier par le Tintoret;
- Le Christ guérit le paralytique par le Tintoret. Œuvre composite à partir de panneaux en bois qui étaient des portes d'armoire destinées à garder les dons.

Huile sur toile du retable du deuxième autel
- Le Miracle de saint Antoine de Francesco Trevisani ;
- La chapelle de Saint-Pie X

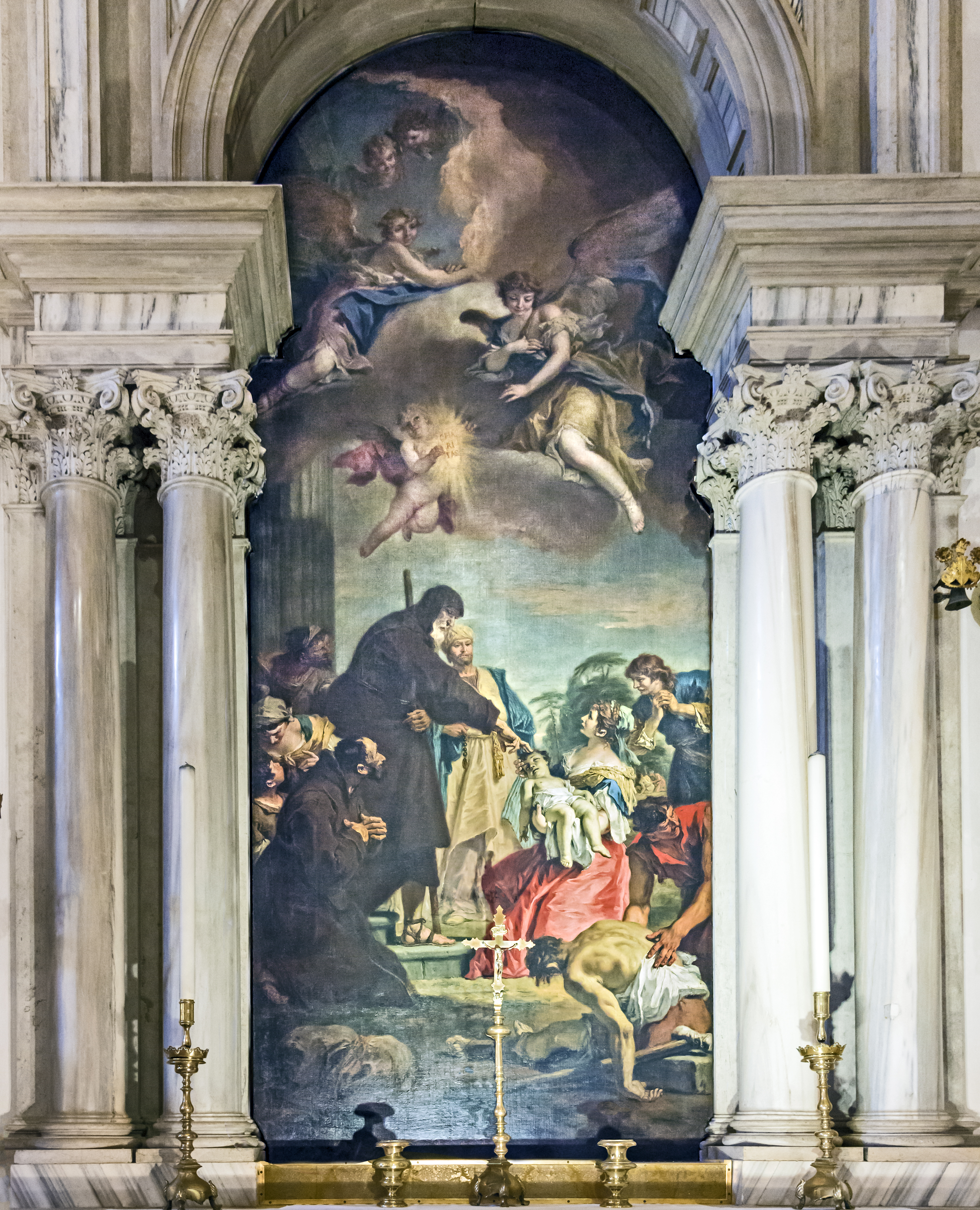
Saint François de Paule ressuscitant un enfant mort Sebastiano Ricci
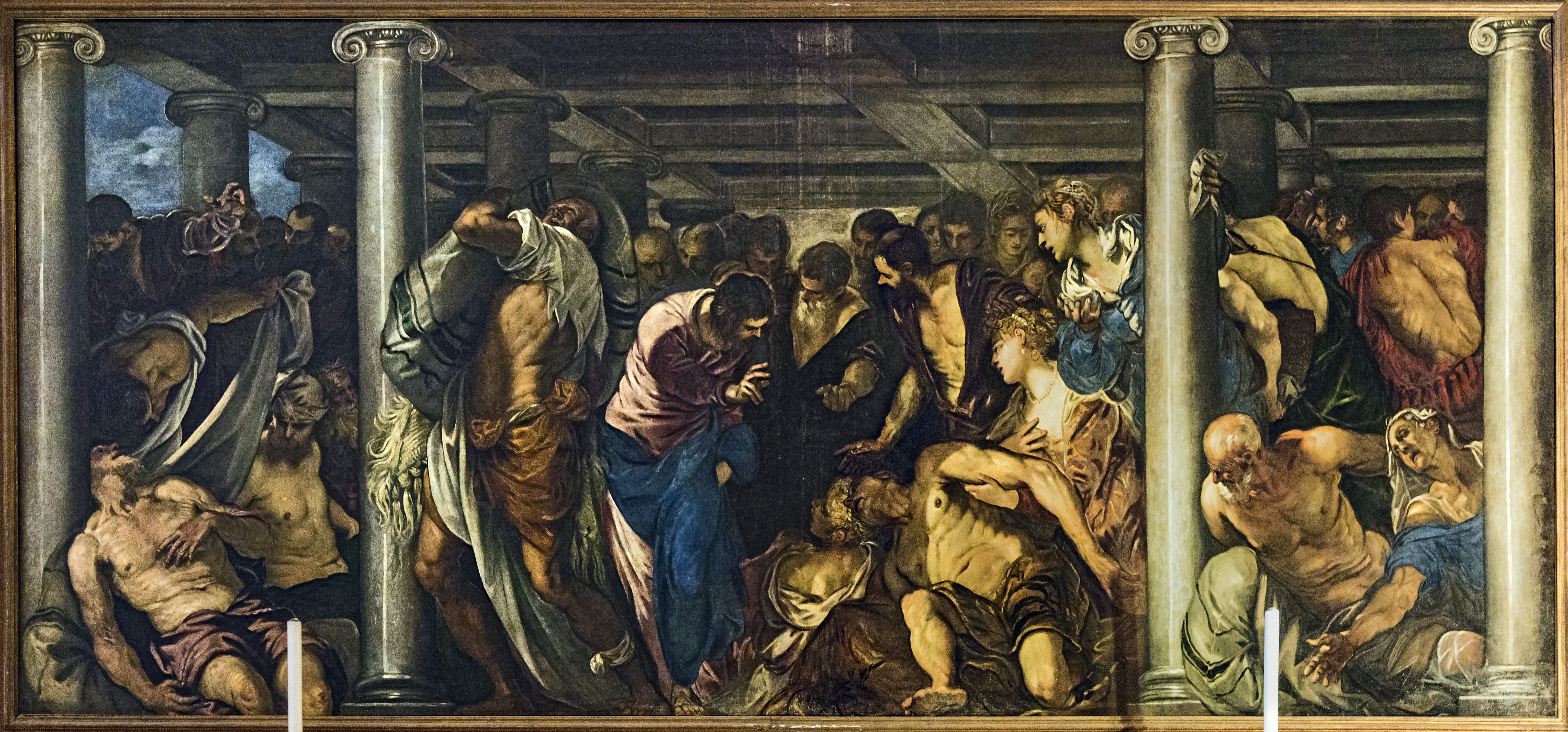
Le Christ guérit le paralytique par le Tintoret
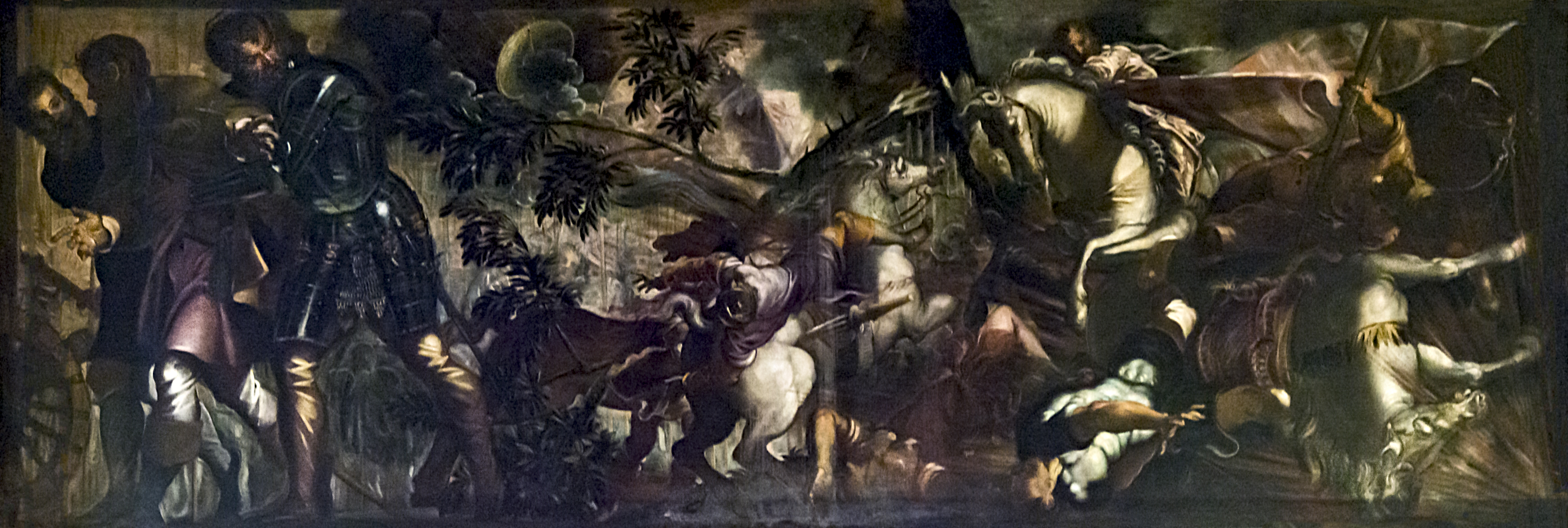
Saint Roch capturé à la bataille de Montpellier par le Tintoret
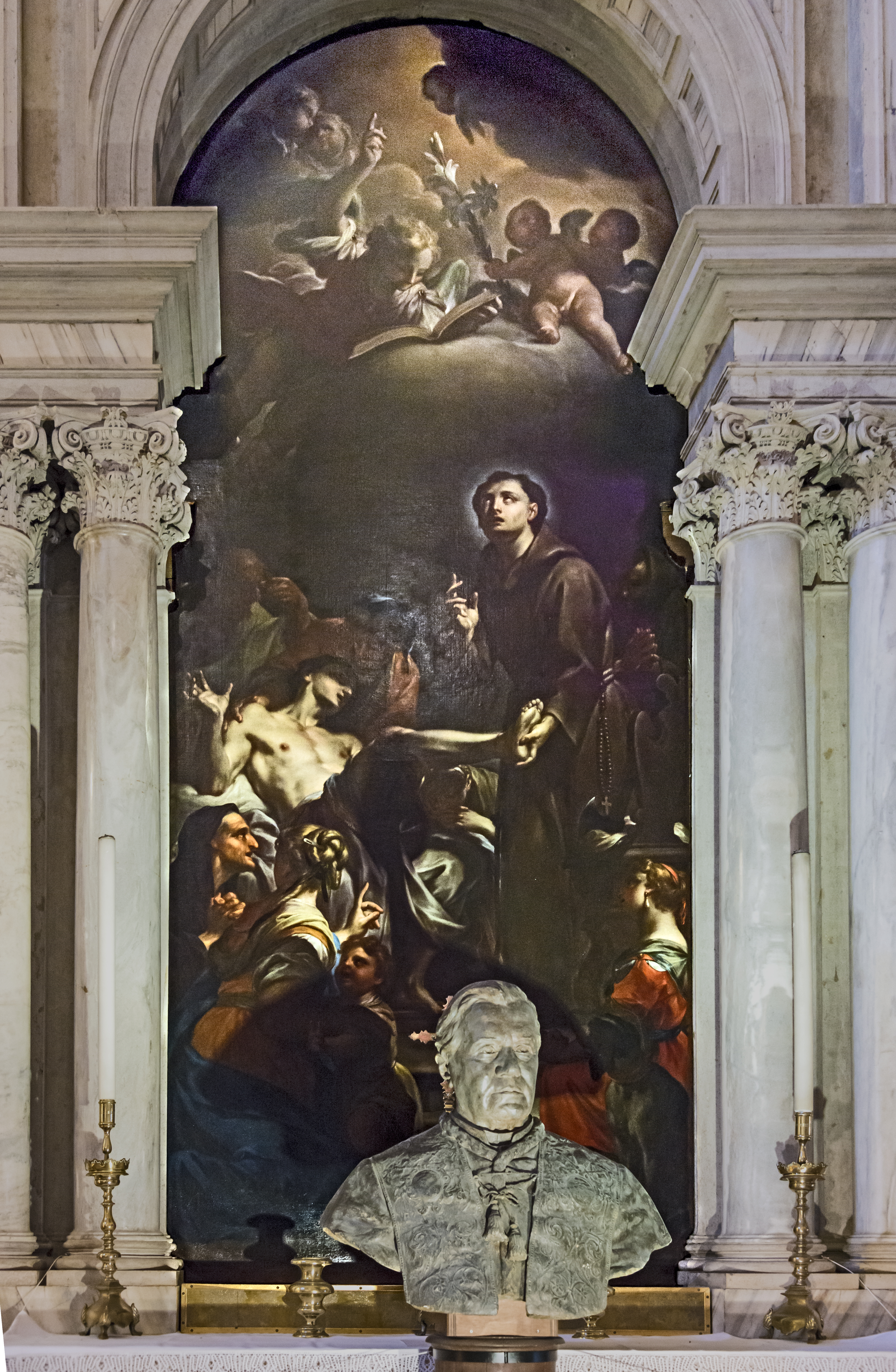
Le Miracle de saint Antoine de Francesco Trevisani
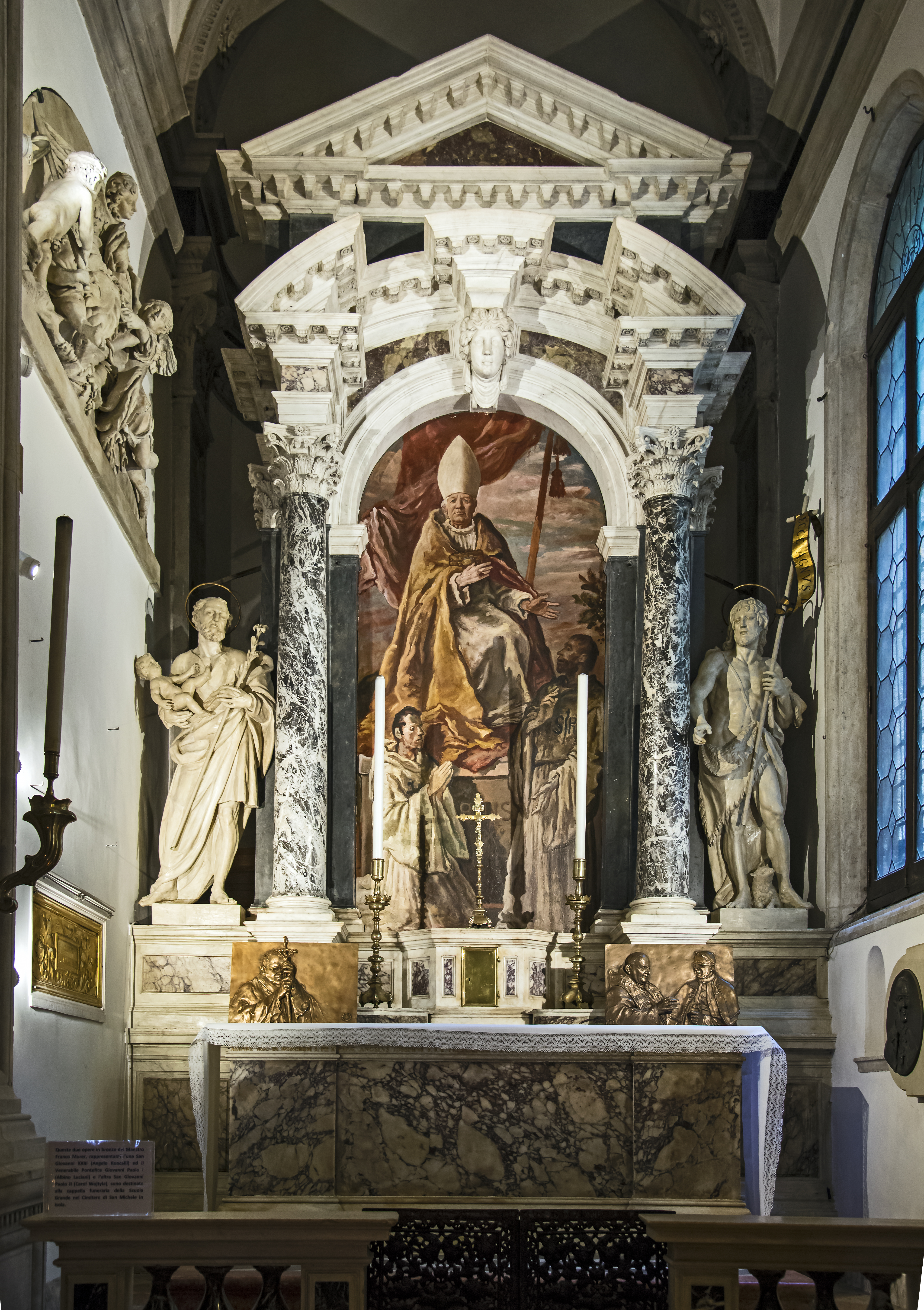
La chapelle de Saint-Pie X

### Côté gauche
Tableau du retable du premier autel
- Sainte-Hélène retrouvant la Vraie Croix de Sebastiano Ricci ;

Présentés l'un au-dessus de l'autre
- Le Christ expulse les marchands du temple de Giovanni Antonio Fumiani;
- Saint - Martin et Saint Christophe - du Pordenone. Œuvre composite : les deux éléments centraux sont à l'origine des portes d'une armoire destinée à garder l'argent des cadeaux, des vœux et des offrandes des fidèles. De part et d'autre ont été ajoutés deux tableaux également du Pordenone, montrant des malades et de déshérités entassés sous une loggia qui semble se poursuivre dans la structure architecturale des deux éléments centraux;

Tableau du retable du deuxième autel
- Annonciation de Francesco Solimena ;
- La chapelle du Saint-Sacrement

Destinée initialement à conserver le corps de Saint Roch, elle a été dédiée au Saint-Sacrement. Elle est enrichie de statuettes de l'école de d'Alessandro Vittoria.

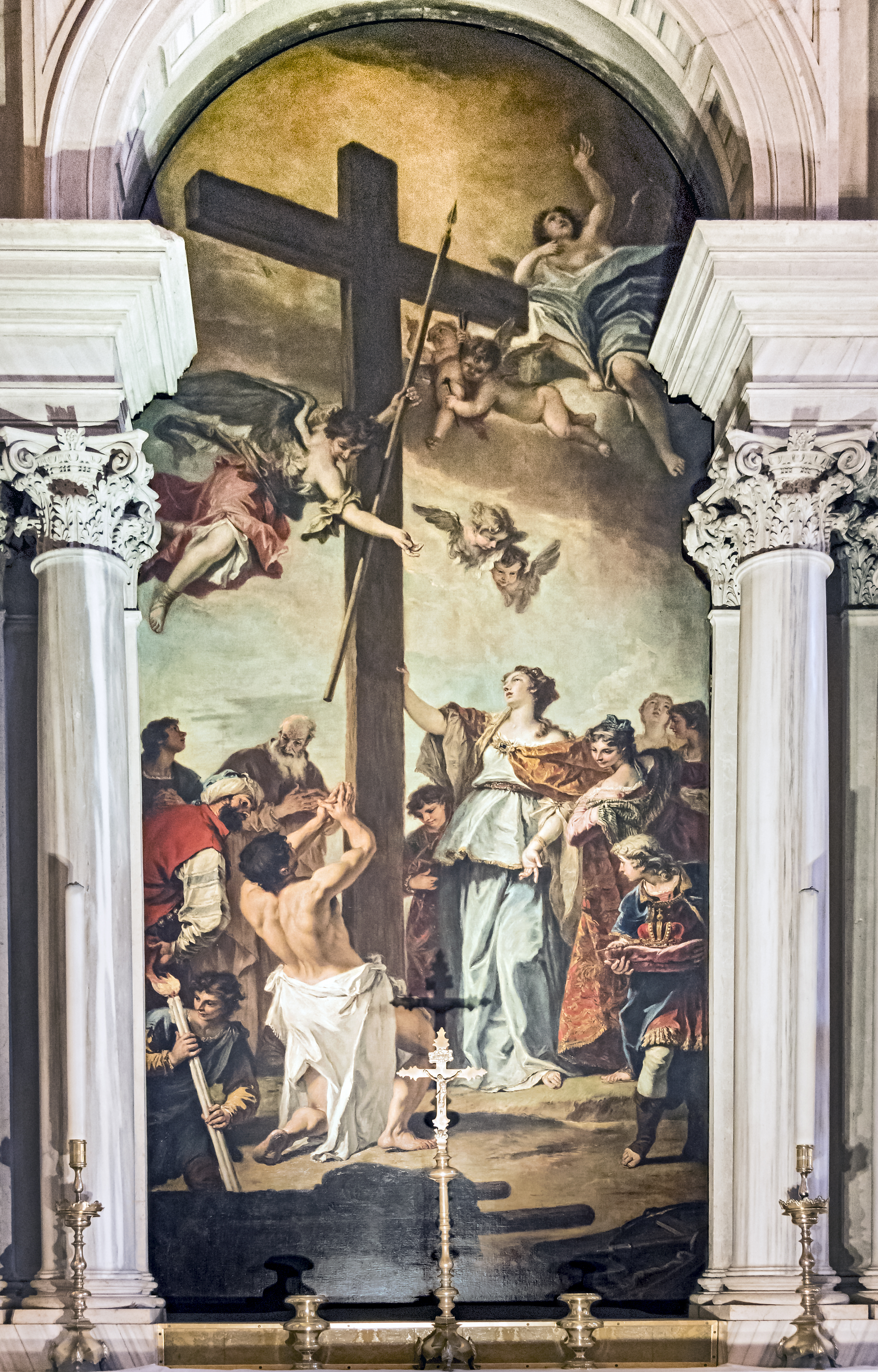
Sainte Hélène retrouvant la Vraie Croix Sebastiano Ricci
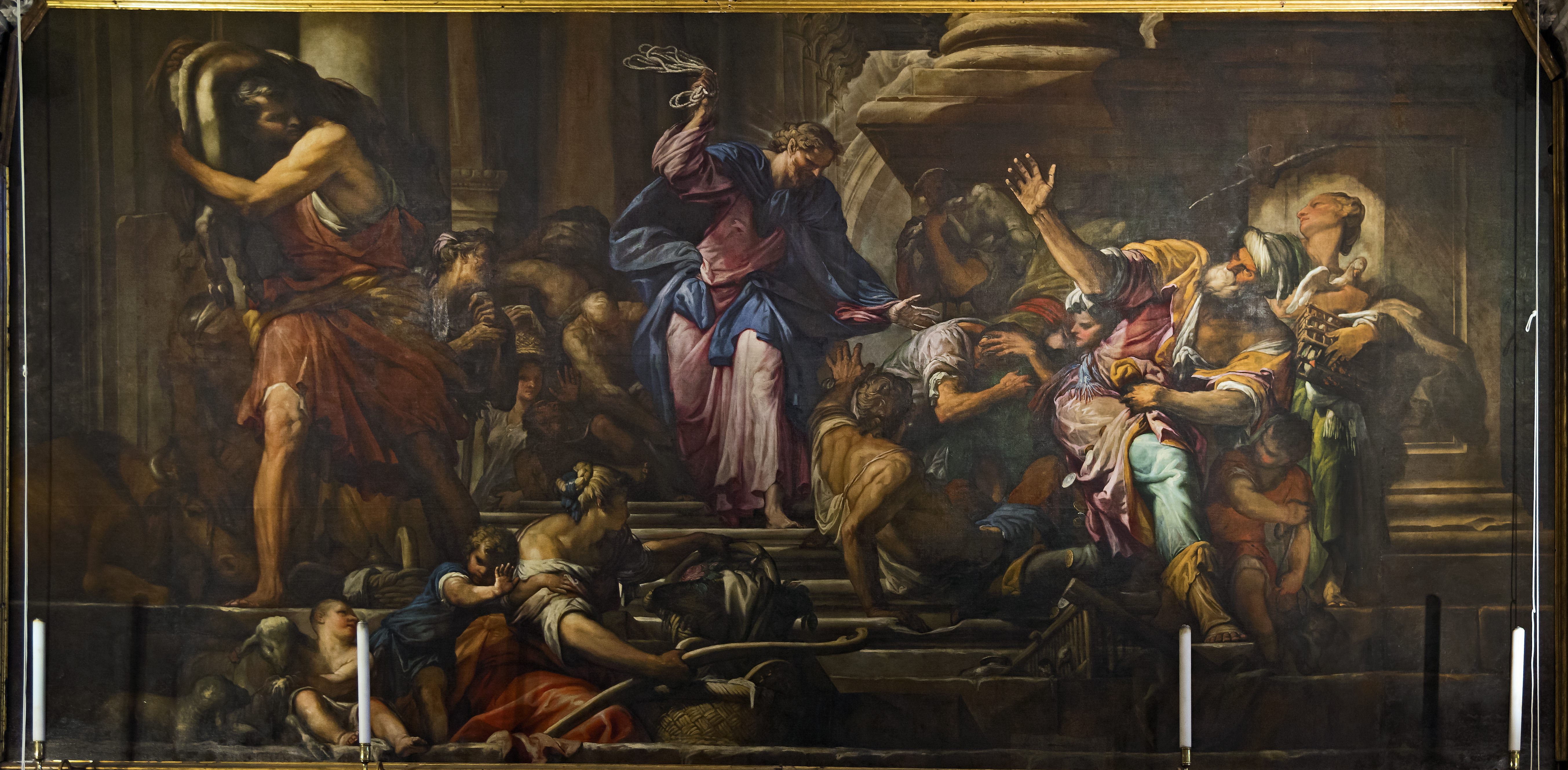
Le Christ expulse les marchands du temple de Giovanni Antonio Fumiani.
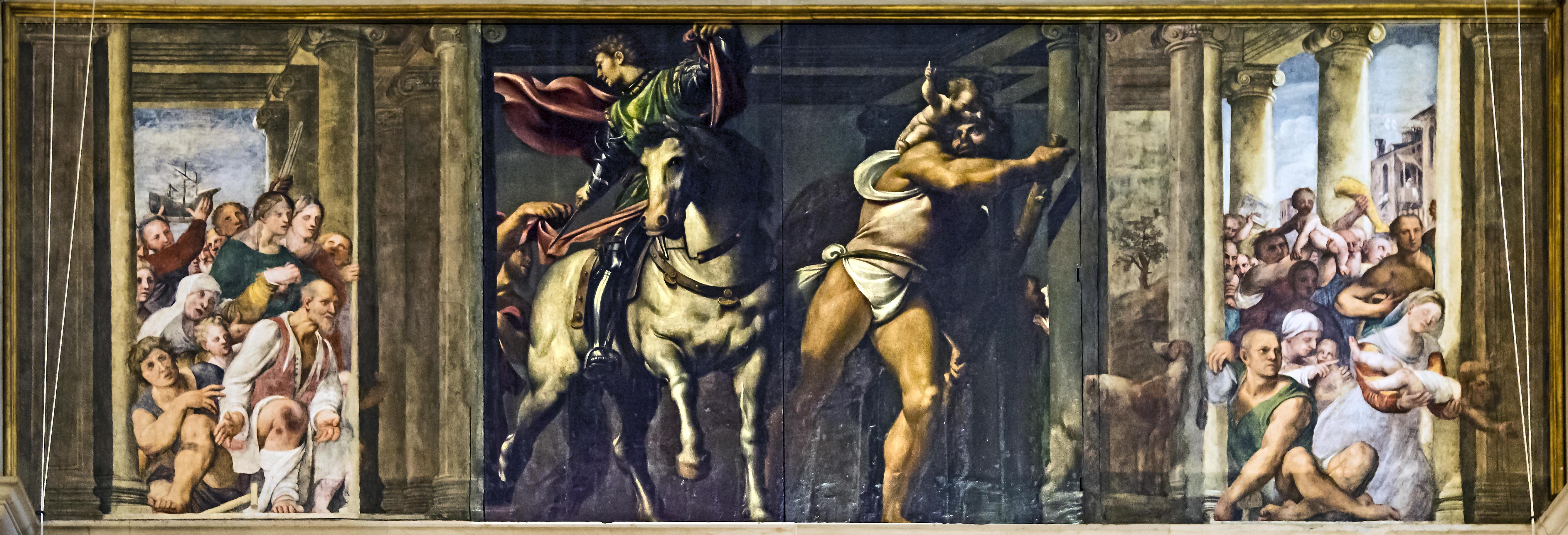
Saint  Martin et Saint Christophe - du Pordenone
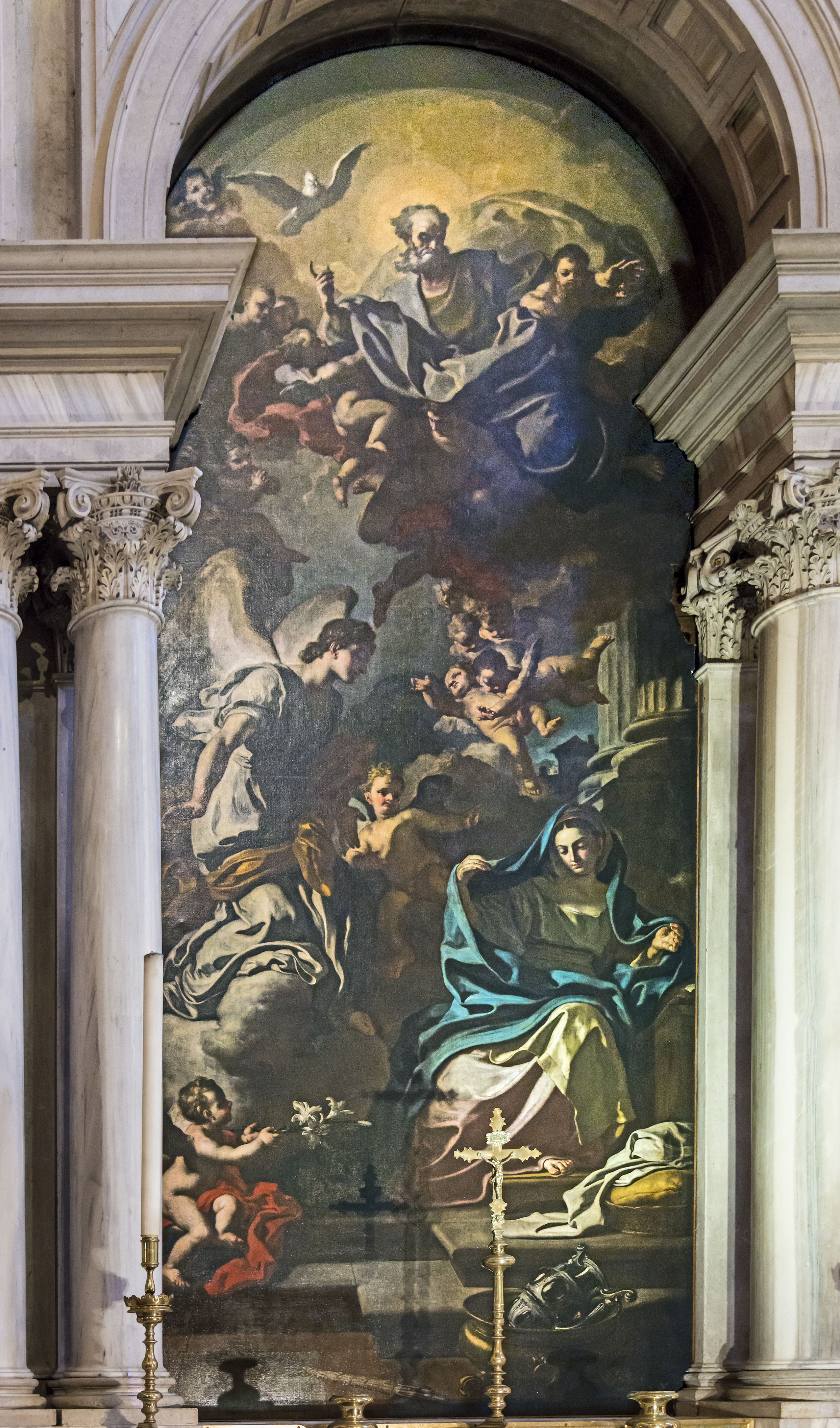
Annonciation de Francesco Solimena - La chapelle du Saint-Sacrement
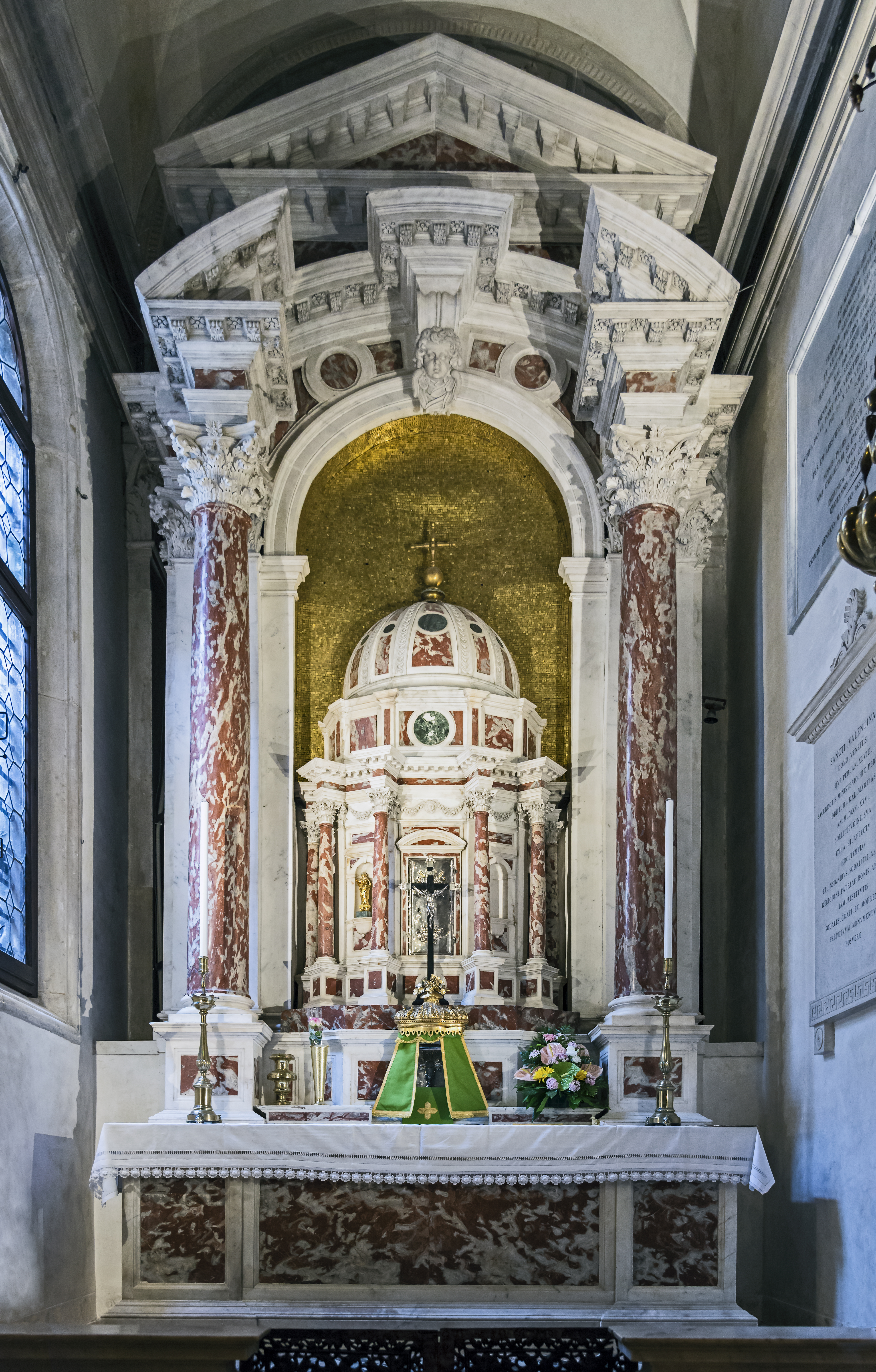
Chapelle de gauche

### Dans le chœur
Trois œuvres du Tintoret peintes sur toile de 307 × 673 cm, témoignent de la préoccupation de la Scuola Grande de San Rocco pour le devoir d'assistance et de son souci de propager son image d'hospitalité
- Saint Roch guérissant les pestiférés, 1549
- Saint Roch frappé par la peste, 1549
- Saint Roch en prison visité par l'ange, 1567

Le plafond de l’abside et du dôme ont été peints par le Pordenone en 1528. Le plafond du dôme a été repeint au XVIIIe siècle par Giuseppe Angeli.

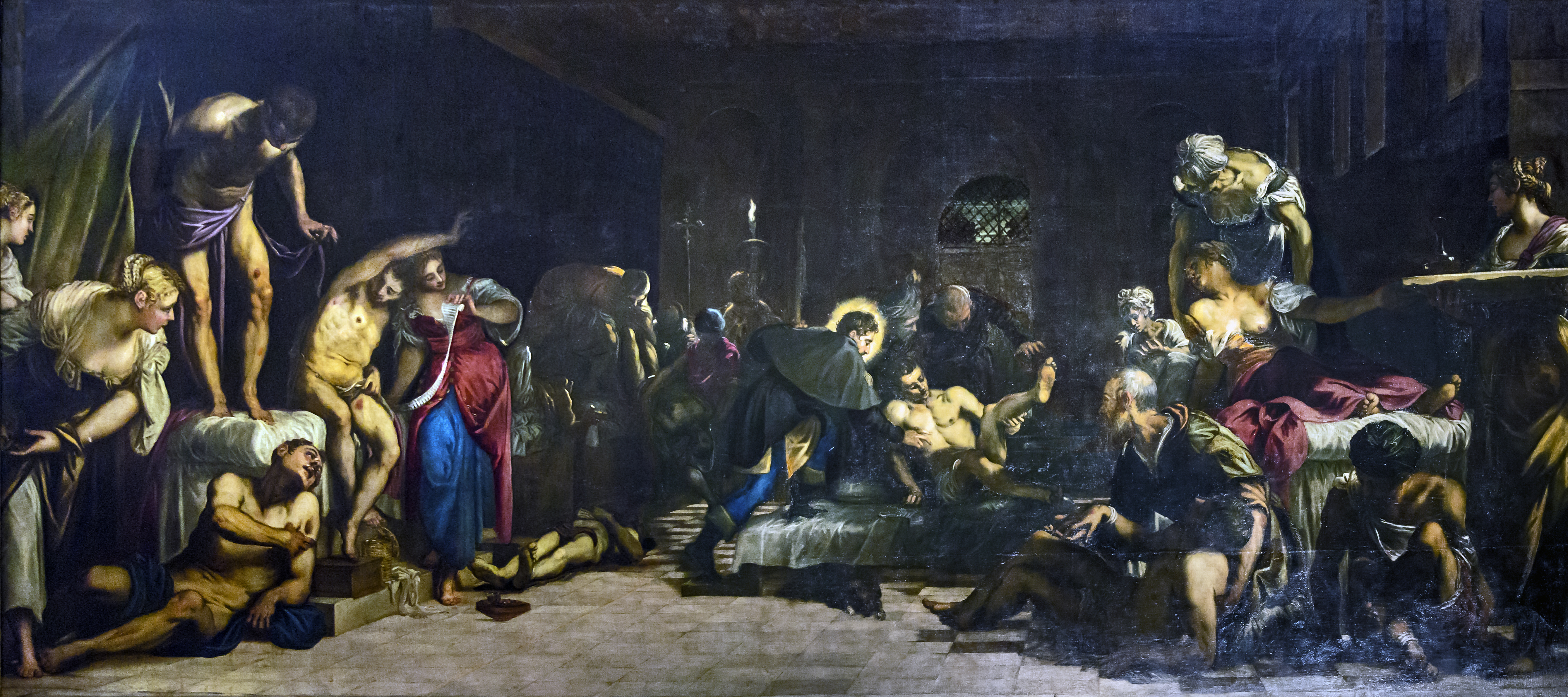
Saint Roch guérissant les pestiférés, 1549.
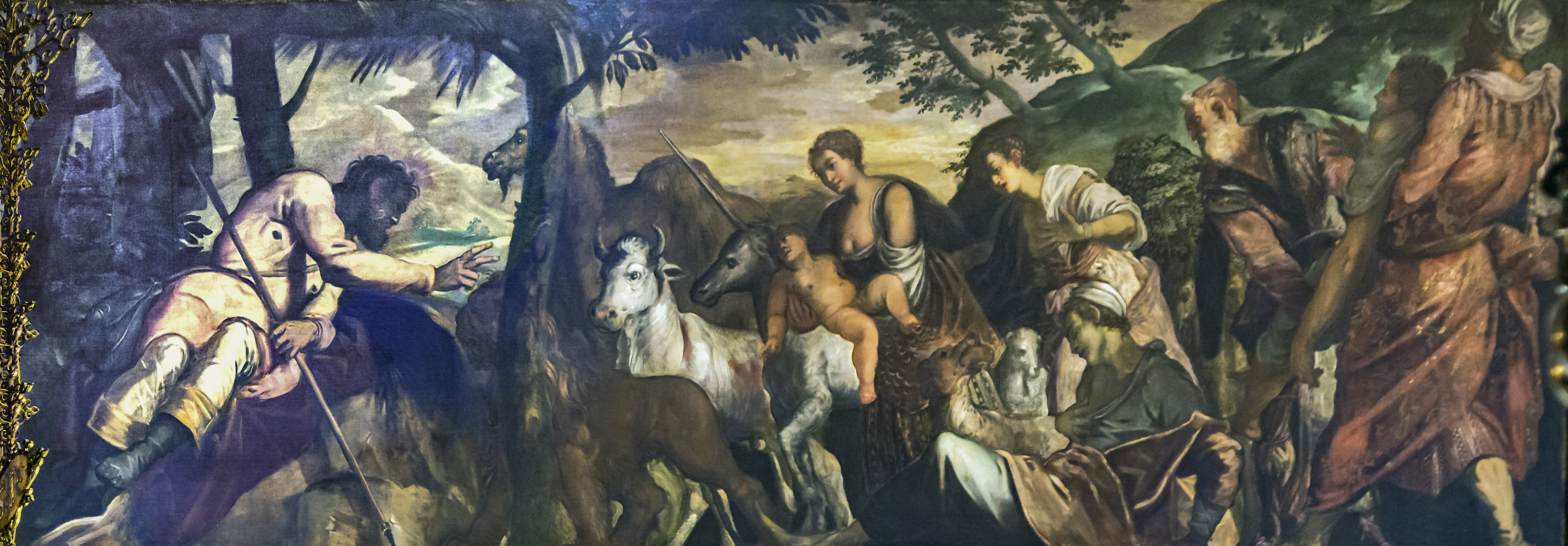
Saint Roch guérissant les animaux, 1549.
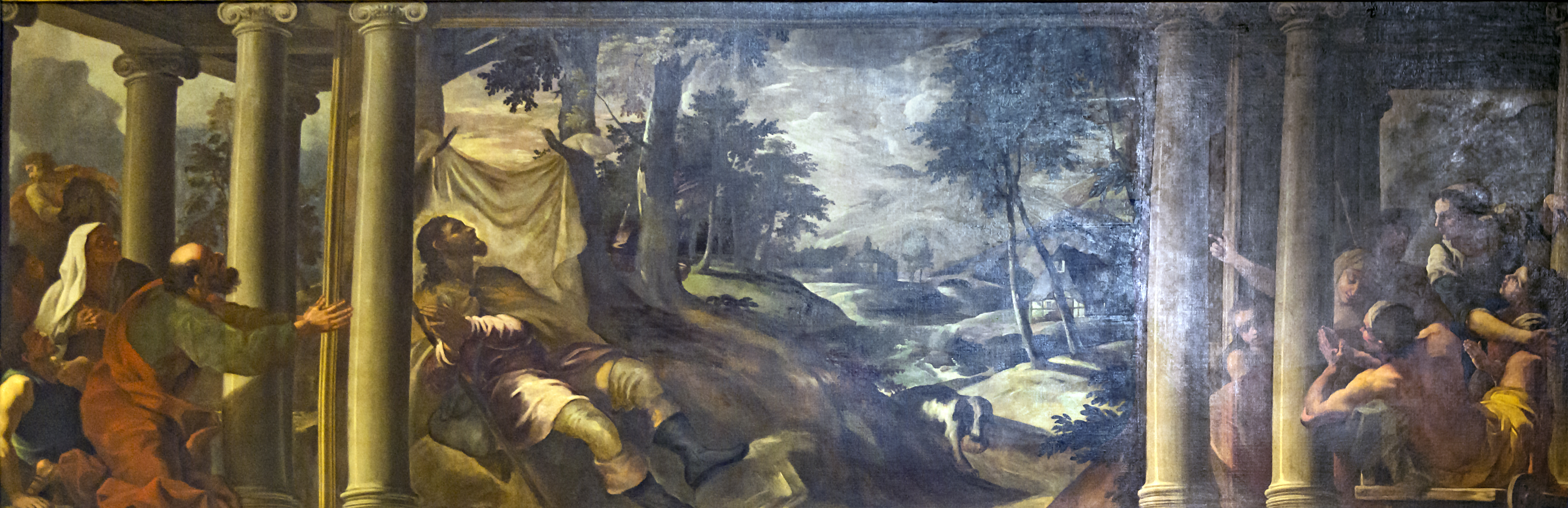
Saint Roch frappé par la peste.

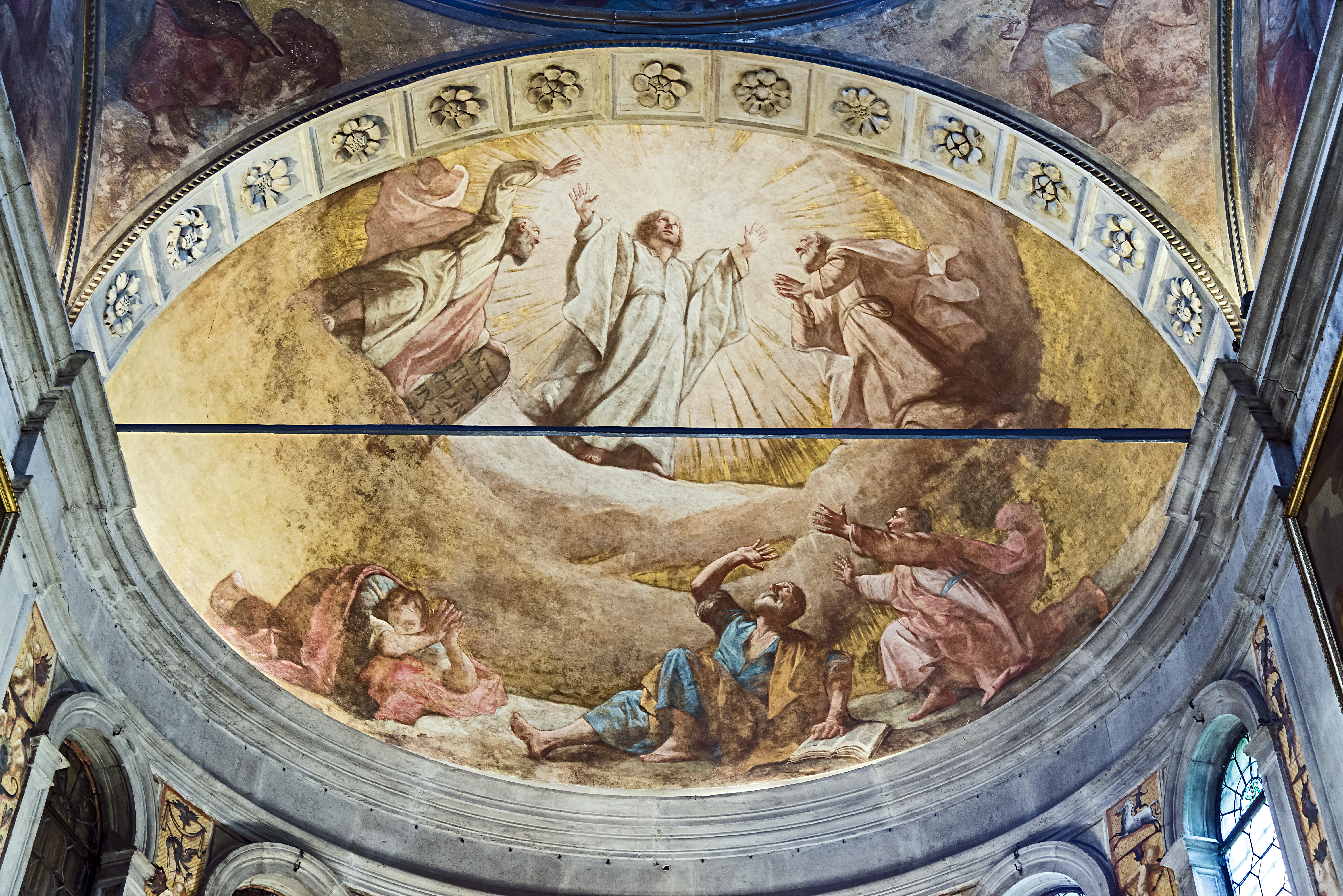
Le plafond de l'abside par le Pordenone
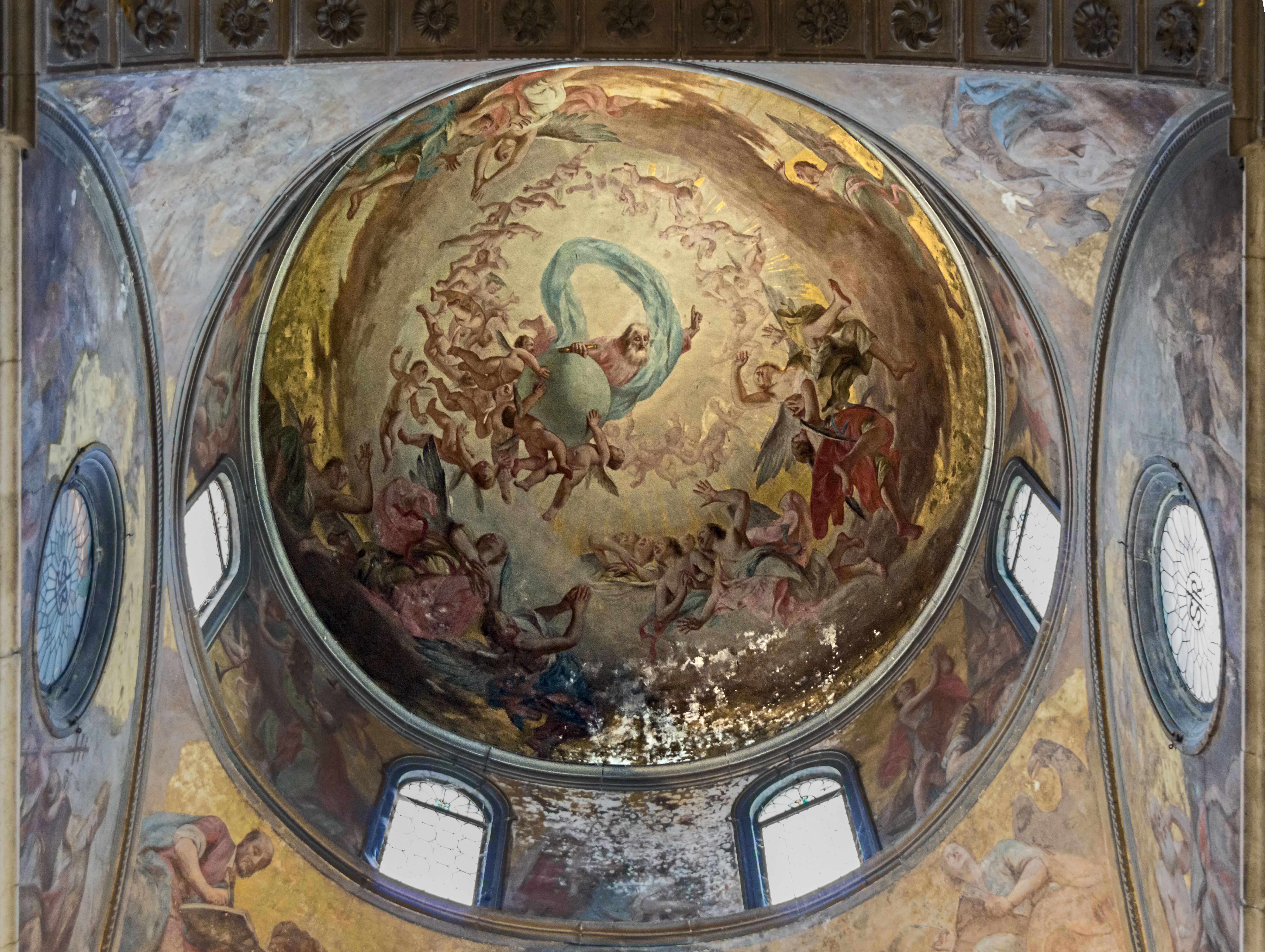
Plafond du dôme par Giuseppe Angeli.

Le maître-autel (1517-1524)
Il a été dessiné par Venturino Fantoni; les statues du retable sont l'œuvre des sculpteurs Giovanni Maria Mosca et Bartolomeo Bergamasco. Le dôme, et l'abside ont été décorés par Il Pordenone en 1528, repeint au XVIIIe siècle par Giuseppe Angeli, à l'exception de l'extrémité inférieure de l'abside où on peut voir des putti avec des symboles de Saint Roch.
Le 31 mars 1520, a eu lieu le transfert solennel de la relique du corps de Saint Roch qui repose dans le tombeau-retable surmonté d'une statue de Pietro Bon.

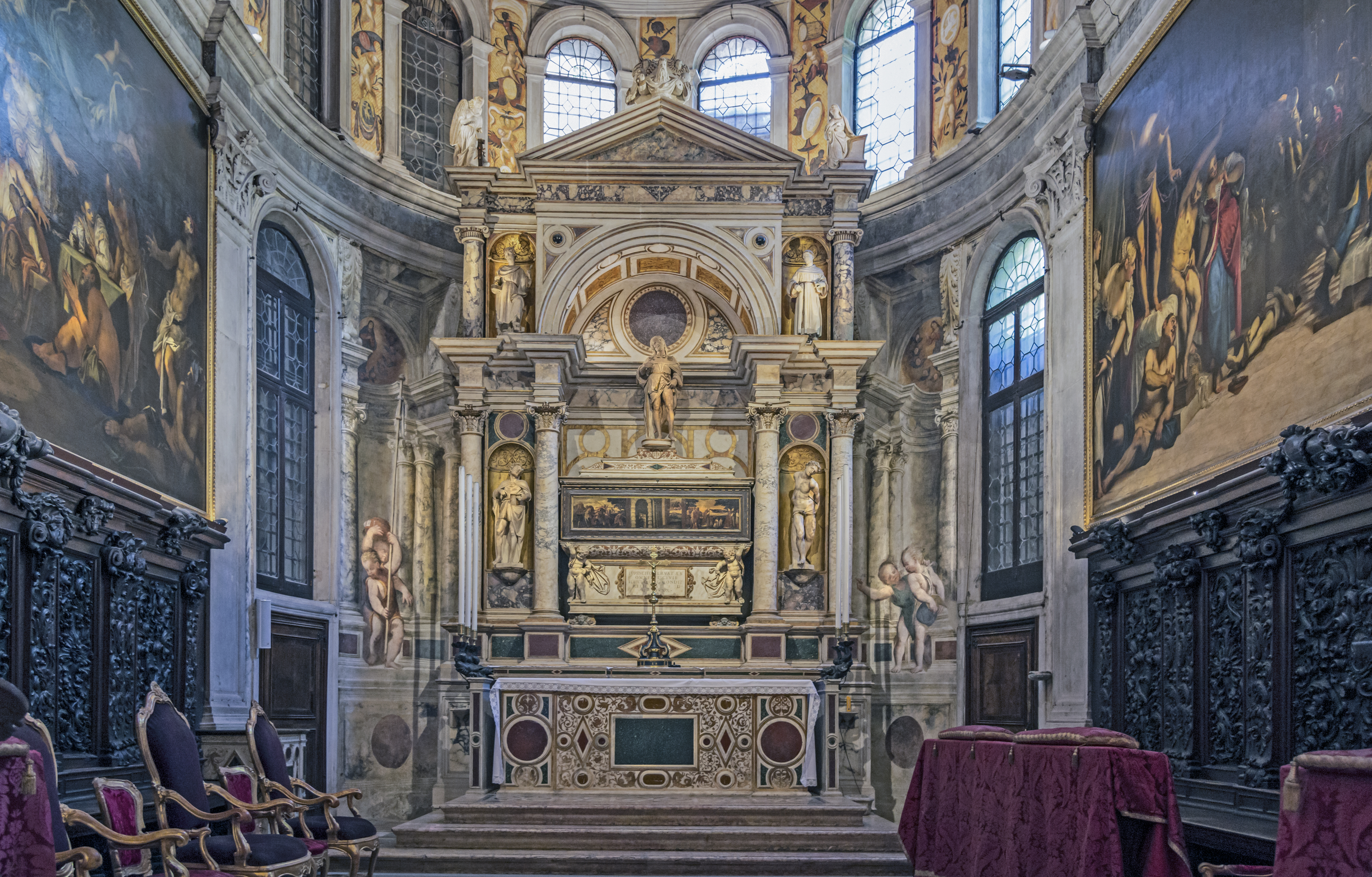
Le maître-autel
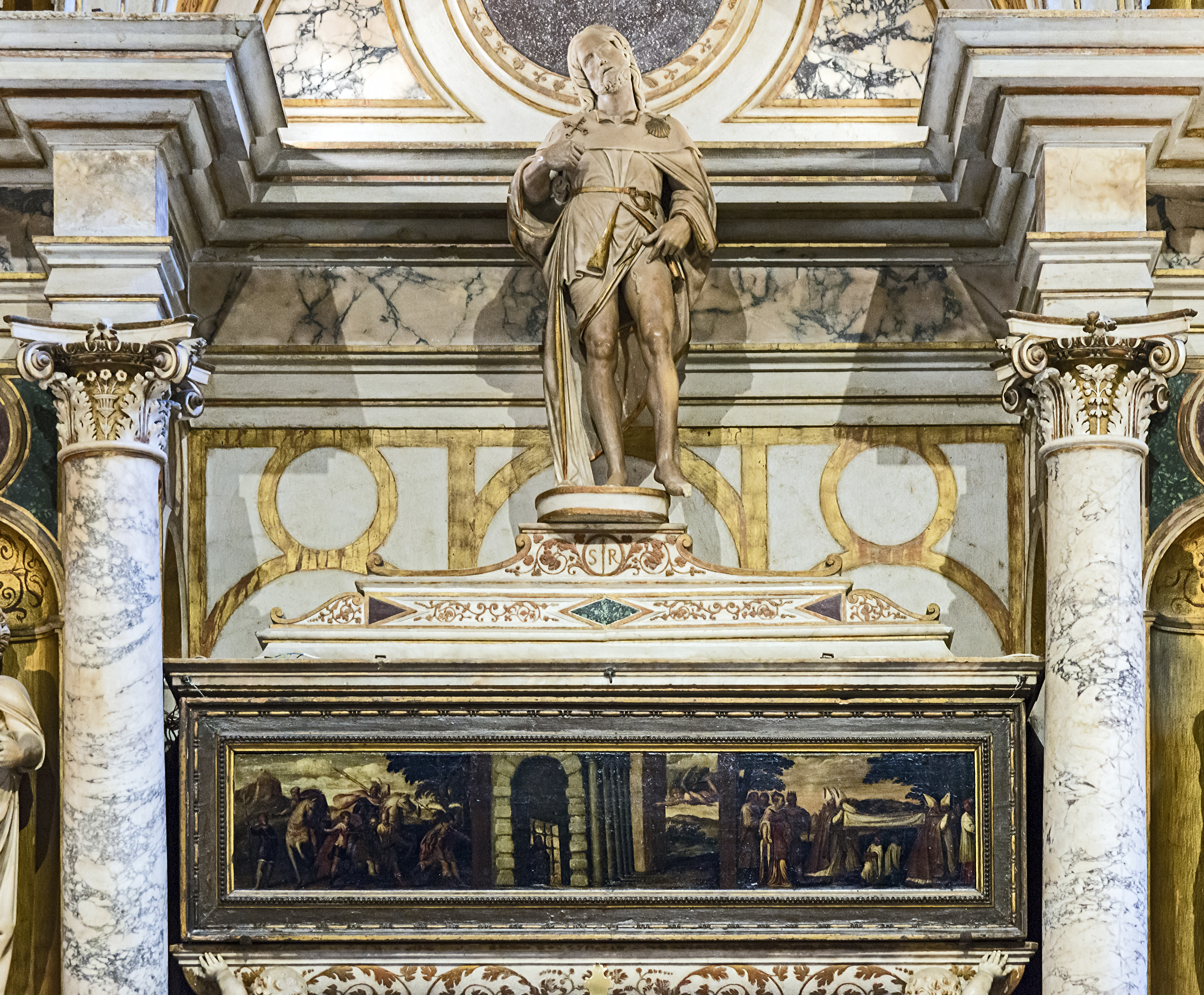
La tombe de Saint Roch et sa statue par Pietro Bon.